# Jakov Sedlar
Jakov Sedlar (* 6. November 1952) ist ein kroatischer Filmemacher und Produzent. Seine Dokumentarfilme fördern die kroatischen nationalistischen Ansichten durch Propaganda. Sein Dokumentarfilm 'Jasenovac - The Truth' aus dem Jahr 2016 löste Kontroversen und Verurteilungen aus, weil er die Verbrechen, die die Ustascha im Konzentrationslager Jasenovac während des Zweiten Weltkriegs begangen hatten, heruntergespielt und geleugnet hatte. Stattdessen konzentrierte er sich auf Verbrechen, die von kommunistischen Partisanen im Lager nach dem Krieg gegen Kroaten begangen wurden Er verwendet angebliche Fehlinformationen und Fälschungen, um seinen Fall zu präsentieren, und nennt ehemalige und aktuelle kroatische Beamte, Intellektuelle, Historiker und Journalisten als "jugoslawische Nationalisten, die die Wahrheit verbergen".

## Biographie
Sedlar war laut dem Historiker Vjekoslav Perica der „offizielle Propagandist“ der kroatischen Regierung während der Jugoslawienkriege der 1990er Jahre. Sedlar wurde bekannt für Filme wie Gospa (Madonna) und veretverored (Vier mal Vier), die die Ereignisse des Zweiten Weltkriegs und des Kalten Krieges aus einer kroatischen nationalistischen Perspektive darstellen. Er drehte auch eine Reihe von Dokumentarfilmen, in denen er den Kriegspräsidenten Franjo Tuđman und seine Partei, die rechtsgerichtete kroatische Demokratische Union (Hrvatska Demokratska zajednica; HDZ), verherrlichte. In einem offensichtlichen Bestreben, ihre Glaubwürdigkeit im Ausland zu erhöhen, wurden mehrere in englischer Sprache gedreht, wobei der Schauspieler Martin Sheen erzählte. 1996 überredete ihn Tuđman, den Posten des ersten Kulturattachés in den USA (New York) anzunehmen, wo er bis 2000 blieb. Während dieser Zeit startete er verschiedene Projekte und organisierte zahlreiche Veranstaltungen zur Förderung der kroatischen Kultur. Joe Tripician, der beauftragt wurde, die offizielle Biographie von Tuđman zu schreiben und gemeinsam mit Sedlar den Dokumentarfilm Tudjman drehte (obwohl Tripician behauptet, er habe kaum an dem Film gearbeitet und war schockiert, als er seinen Namen darauf sah), beschreibt Sedlar als „Die Leni Riefenstahl aus Kroatien – aber ohne Talent“.
Nach seiner Rückkehr aus den USA im Jahr 2000 stufte die neu gewählte Koalitionsregierung Sedlar herab. Heute ist er als Medienberater am kroatischen Nationaltheater in Zagreb beschäftigt.

## Kontroversen
Sedlar wurde in seinen Filmen wegen Nationalismus und Politisierung kritisiert. Am 4. April 2016 wurde sein Dokumentarfilm Jasenovac - The Truth uraufgeführt. Der Dokumentarfilm handelt von den mutmaßlichen Verbrechen der kommunistischen Behörden des SFR Jugoslawien im Konzentrationslager Jasenovac zwischen 1945 und 1951 nach dem Zweiten Weltkrieg, die, wie im Dokumentarfilm behauptet, vertuscht wurden. Der Film spielt auch das Ausmaß des Holocaust in Kroatien und des Völkermords an Serben in Kroatien im Zweiten Weltkrieg herunter und bestreitet dies. Er behauptet, die Zahl der Opfer sei durch die kommunistische Propaganda Jugoslawiens nach dem Krieg übertrieben worden. Am Ende des Dokumentarfilms verlässt Sedlar die mutmaßlichen kommunistischen Verbrechen, wechselt in die Neuzeit und erwähnt verschiedene Linke, die angeblich „kommunistische Verbrechen vertuschen“ (Namen der Präsidenten Stjepan Mesić und Ivo Josipović sowie des serbischen Abgeordneten Milorad Pupovac) sowie verschiedene Journalisten, die ihnen angeblich helfen (Miljenko Jergović, Jurica Pavičić, Ante Tomić, Davor Butković und andere), was als tendenziös und irrelevant für das Thema des Dokumentarfilms angesehen wurde, sowie eine Möglichkeit, Menschen zu kennzeichnen, die er als unzureichend ansah. Slavko Goldstein sagte, dass der Dokumentarfilm „voller Halbwahrheiten, Lügen und Fälschungen“ sei und dass das Ende, in dem einige Persönlichkeiten des öffentlichen Lebens genannt werden, ein „direkter Haftbefehl und eine Anklage gegen Einzelpersonen“ sei.
Vladimir Matijanić schrieb für die Slobodna Dalmacija, dass der Dokumentarfilm „nicht beweist, dass die Partisanen nach der Befreiung Massenexekutionen der Gefangenen durchgeführt haben oder dass das Konzentrationslager Jasenovac ausschließlich Arbeits- und Internierungslager war“ (wie in dem Dokumentarfilm behauptet). Eine weitere Kontroverse im Zusammenhang mit dem Dokumentarfilm ist der angebliche Titel in der Zeitung Vjesnik aus dem Jahr 1945, der besagt, dass in die Save geworfene Leichen Zagreb aus Richtung Jasenovac erreichten. Kurz nach der Premiere ging der Journalist Lovro Krnić das Staatsarchiv von Zagreb durch und untersuchte alle Ausgaben von Vjesnik im Mai 1945 und stellte fest, dass es keine solche Überschrift gab. Bei näherer Betrachtung stellte Krnić fest, dass die in der Dokumentation gezeigte Überschrift grob verändert worden war, wahrscheinlich unter Verwendung von Photoshop. Rechtsanwalt Veljko Miljević erklärte, dass Sedlar wegen Fälschung, Verweigerung von Verbrechen und Hassreden gegen Politiker und Journalisten im Gefängnis landen könnte.

## Filmographie

### Filme
- U sredini mojih dana (1988)
- Gospa (1995)
- Don't Forget Me (1996)
- Agonija (1998)
- Remembrance of Georgia (1998)
- File of Four (1999)
- The Mercy of the Sea (2001)
- Duhovi (2018)
- The Match (2021)

### Doku-Dramen
- Syndrome Jerusalem (2004)
- Café Auschwitz (2009)

### Dokumentarfilme
- Mijo (1980)
- Hvalen budi – Blessed Be (1981)
- Hrvatski Božić – Croatian Christmas (1981)
- Hrvatska naivna umjetnost – Croatian Naïve Art (1984)
- Međugorje, Gospi u pohode – Medjugorje, Visiting the Madonna (1984)
- Sakralna umjetnost u Hrvata – Sacral Art in Croatia (1985)
- Jordan (1985)
- Lijepa naša – Our Beautiful Homeland (1986)
- Vedro podnebesje – Clear Skies (1986)
- Jeste li bili u Zagrebu, gospodine Lumiere – Have you been to Zagreb, Mr Lumiere (1987)
- Hrvatska i Hrvati – Croatia and the Croats (1988)
- Stepinac-znak vremena – Stepinac: Sign of the Times (1988)
- Jugoslavenska armija i srpski teroristi – The Yugoslav Army and Serbian Terrorists (1991)
- Krvavi Uskrs – Bloody Easter (1991)
- Nepoznati dio Holokausta, Srbija 1941–1945 – The Unknown Holocaust, Serbia 1941–1945 (1992)
- Hrvatska - Croatia (1996)
- Mozart of Basketball (1996)
- Tuđman – hrvatski George Washington – Tudjman: Croatian George Washington (1997)
- Židovi i Hrvatska – The Jews and Croatia (1998)
- Anđeli rata – Angels of War (1998)
- To je put – This Is the Way (1999)
- Mostovi sjećanja – Bridges of Memories (1999)
- Almira (2001)
- Brač, Dalmacija, Hrvatska – Brač, Dalmatia, Croatia (2002)
- Sudbina mi nije dala da odem – Fate Did not Let Me Go (2002)
- Hrvatske katedrale – Croatian Cathedrals (2003)
- Slavenska (2003)
- Hrvatsko narodno kazalište u Zagrebu – The Croatian National Theatre in Zagreb (2003)
- Yudith (2005)
- Kad mrtvi glasuju – When the Dead Vote (2006)
- Petnaest do osam – Fifteen to Eight (2006)
- Maestro (2007)
- Lav koji plače – The Weeping Lion (2007)
- Mayim, Mayim (2007)
- Nema više heroja – No More Heroes (2007)
- Sinjska Alka (2007)
- Židovi i Ukrajina – The Jews and Ukraine (2008)
- Vizija u pustinji – Vision in the Desert (2008)
- Letica (2008)
- Đapić (2008)
- Hrvatska, ljubavi moja – Croatia, My Love (2008)
- Tražeći Orsona – Searching for Orson (2008)
- Šparemblek (2009)
- Lika ili Gospićko-senjska biskupija – Lika or Diocese of Gospić-Senj (2009)
- Gotovac (2009)
- Tuđman (2009)
- Pravednik Stepinac – Righteous Stepinac (2009)
- Pavelić bez maske – Pavelić Unmasked (2010)
- Tito bez maske – Tito Unmasked (2010)
- Yulia (2010)
- Hrvatska, tugo moja  - Croatia, My Sorrow (2010)
- Ruža (2010)
- Istra ili Porečko-pulska biskupija – Istra or Diocese of Poreć-Pula (2010)
- Bošković (2011)
- Bitka za Dajlu – Fight for Dajla (2011)
- Nije moja duša prazna – My Soul Is Not Empty (2011)
- Židovi i Hrvatska – Jews and Croatia (2011)
- Hrvati i njihovi franjevci u USA i Canadi – The Croats and their Franciscans in Canada and the USA (2011)
- Hrvati i Srbi, povijest jedne averzije – The Croats and the Serbs: The History of an Aversion (2011)
- Hrvatska katolička župa sv. Ćirila i Metoda u New Yorku – The Croatian Parish of Sts. Cyril & Methodius in New York (2012)
- Ljubav koja ne poznaje granica – The Love that Knows no Boundaries (2012)
- Glasonoša promjena – Herald of Change (2012)
- Tko želi ubiti Juliju Timošenko – Who Wants to Kill Yulia Tymoshenko (2012)
- Požega (2013)
- Trčeći za svjetlom – Chasing the Light (2013)
- Julija, ona koja se nikada ne predaje – Yulia, Who Never Gives Up (2014)
- Hrvatski klubovi Geelong i Footscray – Croatian Clubs Geelong and Footscray (2014)
- Jasenovac – The Truth (2015)
- Povijest zagrebačkog športa – The History of Sports in Zagreb (2016)
- Anne Frank-nekad i danas – Anne Frank: Then and Now (2016)
- Pravednica Ciganka – The Righteous Gypsy (2016)
- Snaga tišine – Power of Silence (2016)
- Nisam se bojao umrijeti – I Was Not Afraid To Die (2016)
- Svetac, zločinac i dvorske lude – The Saint, the Criminal and the Court Jesters (2017)
- Requiem for the World (2017)